# Tazmamart
La presó de Tazmamart (àrab: سجن تازمامرت, sijn Tāzmāmart; amazic: ⵜⴰⵣⵎⴰⵎⴰⵔⵜ) va ser una presó secreta al sud-est del Marroc, a l'Atles, on hi foren tancats presos polítics. La presó es va convertir en un símbol de l'opressió de la història política contemporània del Marroc. És a prop de la ciutat d'Er-Rich, entre Er Rachidia i Midelt. Va ser dirigida pel comandant Feddoul i per Hamidou Laanigri, ambdós funcionaris de la Gendarmeria Reial del Marroc.

## Història
La presó de Tazmamart fou construïda el 1972, després del segon cop d'estat fracassat contra el rei del Marroc Hassan II en agost 1972, quan 58 oficials de l'exèrcit foren enviats a la presó de Kenitra i l'agost de 1973 a Tazmamart. Segons Ali Bourequat, la presó posteriorment va acollir alguns nacionalistes saharauis i altres opositors polítics "desapareguts".
Durant la dècada de 1980, hi va haver denúncies sobre l'existència d'una presó anomenada Tazmamart. Les autoritats (o Makhzen) van negar totes aquestes acusacions. No va ser fins a la publicació del llibre Nôtre ami le Roi (El nostre amic el rei) del periodista francès Gilles Perrault el 1990 que la qüestió es va plantejar en el pla polític. Thomas Miller, qui aleshores moment era director del Departament d'Estat per a l'Àfrica del Nord, va dir en una història oral que li havia contat la ciutadana estatunidenca Nancy Touil, qui li va dir que el seu marit M'Barek Touil llanguia a Tazmamart durant gairebé dues dècades. Miller insereix un tema de conversa en els documents de referència per al president George H. W. Bush en la seva reunió de 1991 amb el rei Hassan. Bush va plantejar la qüestió, per a disgust del rei.
En 1991, i després de la pressió dels grups internacionals de drets humans i alguns governs estrangers, Hassan II del Marroc decidí tancar la presó i alliberar els últims detinguts que quedaven. Alguns van fugir a l'estranger, altres es van quedar al Marroc, però se'ls va impedir parlar en públic de les seves experiències a Tazmamart.

## Condicions humanes
D'acord amb els testimonis d'alguns ex detinguts i grups de drets humans, les condicions a Tazmamart eren extremadament dures. Tot i l'habitualitat de les tortures i els maltractaments, les terribles condicions de reclusió eren la major amenaça per a la vida dels interns.
Els presos eren amuntegats en cel·les subterrànies unipersonals 24 hores del dia. No se'ls permetia cap contacte humà, no hi havia llum, i molt poc menjar o protecció de la calor de l'estiu o el fred de l'hivern. No hi havia cap tractament mèdic per lesions causades per la tortura i malalties com la tuberculosi. A més, les racions de menjar eren mínimes. També s'hi ha parlat d'execucions. En conjunt van morir 35 presoners, més de la meitat dels reclosos a Tazmamart durant els divuit anys d'existència de la presó, fins que fou clausurada el 1991.

## Després delsanys de plom
Hi havia rumors sobre l'existència de Tazmamart com a instrument de terror del makhzen, però tot i que diverses organitzacions de drets humans havien informat sobre l'existència de Tazmamart, el règim va negar oficialment tot coneixement de la presó fins a 1991 quan la pressió dels Estats Units va obligar a l'alliberament dels presoners supervivents. La presó va ser tancada juntament amb altres del seu tipus, però Tazmamart segueix sent un símbol particularment poderós dels opressors "anys de plom" al Marroc. Els supervivents han organitzat marxes commemoratives a la presó.
Els rumors persisteixen sobre l'existència de campaments d'estil Tazmamart al Marroc, ja que s'ha documentat que continua la detenció secreta i la tortura de sospitosos, possiblement en col·laboració amb la CIA estatunidenca (coneguts com a Black sites).

## Publicacions d'antics presos
Alguns dels exinterns han escrit llibres sobre les seves llargues estades a Tazmamart, a vegades dècades, per exemple Dans les Jardins Secrets du Roi du Maroc d'Ali Bourequat el 1998, i Tazmamart Cellule 10 d'Ahmed Marzoukien 2000. El famós escriptor marroquí Tahar Ben Jelloun ha escrit Una absència enlluernadora de llum, basada en les experiències d'un presoner de Tazmamart.

## Els presos de Tazmamart
| Pavelló | Cel·la                      | Nom            | Grau        | Pena | Nota |
| ------- | --------------------------- | -------------- | ----------- | --- | ---- |
| 1       |                             |                |             | |      |
| 1       | Benaïssa Rachdi             | Sergent        | 3 anys      | Mort el 29 de juny de 1983.                                                                                               |      |
| 2       | Mohamed Lghalou             | Tinent         | 20 anys     | Mort el 3 de gener de 1989.                                                                                               |      |
| 3       | Abdellatif Belkébir         | Capità         | 4 anys      | |      |
| 4       | Abdelali Moudine Sefrioui   | Tinent         | 5 anys      | |      |
| 5       | Abdellah Aaguaou            | Sergent        | 3 anys      | |      |
| 6       | Tigani Benradouane          | Tinent         | 5 anys      | Mort el 26 d'agost de 1984.                                                                                               |      |
| 7       | Mohamed Sajii               | Sergent        | 3 anys      | Mort el 23 d'octubre de 1977.                                                                                             |      |
| 8       | Mohamed Afyaoui             |                | 3 anys      | |      |
| 9       | Adeblkarim Saoudi           | Subtinent      | 4 anys      | |      |
| 10      | Ahmed Marzouki (Marzak)     | Subtinent      | 5 anys      | |      |
| 12      | Mohamed Al Zemmouri         | Tinent         | 20 anys     | |      |
| 13      | Ahmed Bouhida               | Sergent        | 3 anys      | |      |
| 14      | Mohamed Raïss               | Aspirant       | Perpetuitat | |      |
| 15      | M’barek Touil               | Tinent         | 20 anys     | |      |
| 16      | Mohamed Moncet              | Tinent         | 12 anys     | |      |
| 17      | Ahmed El Ouafi              | Capità         | 10 anys     | |      |
| 18      | Moufaddal Magouti           | Ajudant en cap | 20 anys     | |      |
| 19      | Abderrahman Sedki           | Subtinent      | 3 anys      | |      |
| 20      | Lahssen Ousséad             | Sergent        | 3 anys      | |      |
| 21      | Larbi Aziane                | Sergent        | 3 anys      | Mort el 2 de gener de 1980. Aquesta cel·la era ocupada pel sergent en cap Driss Dghoughi, enviat a la cel·la dos el 1981. |      |
| 22      | Akka Majdoub                | Sergent        | 3 anys      | |      |
| 23      | Jilali Dik                  | Ajudant en cap | 5 anys      | Mort el 15 de setembre de 1980.                                                                                           |      |
| 24      | Mohamed Bouamalat           | Sergent        | 3 anys      | |      |
| 25      | Mohamed Moujahid            | Subtinent      | 4 anys      | |      |
| 26      | Mimoune Al-Fagouri          | Sergent        | 3 anys      | Suicidat l'1 de juny de 1990.                                                                                             |      |
| 27      | Mohamed Ghalloul            | Capità         | 5 anys      | |      |
| 28      | Moha Betty                  | Sergent        | 3 anys      | mort en març de 1984. |      |
| 29      | Salah Hachad                | Capità         | 20 anys     | |      |
| 2       |                             |                |             | |      |
| …       | Mohamed Chemsi              | Tinent         | 3 anys      | Primera víctima a Tazmamart, Mort el 22 de febrer de 1974                                                                 |      |
| 30      | Amarouch Kouiyen            | Adjudant       | 10 anys     | Mort el 12 de febrer de 1978.                                                                                             |      |
| 44      | Mohamed Abou El Maâkoul     | Ajudant en cap | 5 anys      | Mort el 21 d'abril de 1978.                                                                                               |      |
| 45      | Mahjoub lyakidi             | Subtinent      | 20 anys     | Mort el 12 de febrer de 1978, el mateix dia que l'adjudant Amarouch.                                                      |      |
| 46      | Abdelkarim Chaoui           | Sergent        | 3 anys      | Fou enviat a la cel·la 1 el 1981 després de l'arribada dels germans Bouriquat.                                            |      |
| 47      | Ahmed Rijali                | Sergent        | 3 anys      | fou transferit al pavelló 1 el 1981.                                                                                      |      |
| 48      | Mohamed Kinate              | Sergent        | 3 anys      | Mort l'1 de desembre de 1974.                                                                                             |      |
| 49      | Abdellah Fraoui             | Sergent        | 3anys       | Transferit al pavelló 1 el 1981, hi va retornar el 1983 on hi va morir el mateix any.                                     |      |
| 50      | Abdelaziz Daoudi            | Subtinent      | 10 anys     | |      |
| 51      | Thami Abousni               | Sergent        | 3 anys      | Mort el 13 de gener de 1977.                                                                                              |      |
| 52      | Skiba Bouchaib              | Sergent        | 3 anys      | Mort el 15 de febrer de 2015.                                                                                             |      |
| 53      | Mohamed Abdessadki (Manolo) | Sergent-cap    | 5 anys      | Mort el 1983. |      |
| 54      | Lamine Rachid               | Ajudant en cap | 3 anys      | Mort el 1984. |      |
| 55      | Moha Boutou                 | Subtinent      | 3 anys      | Mort l'1 de març 1978. |      |
| 56      | Mohamed El Kouri            | Subtinent      | 12 anys     | Mort el 6 de febrer de 1977.                                                                                              |      |
| 57      | Driss Bahbah                | Sergent        | 3 anys      | Mort el 1986. |      |
| 58      | Boujemaâ Azendour           |                | 5 anys      | Mort el 1986. |      |
| 59      | Abdelaziz Binebine          | Subtinent      | 10 anys     | Condemnat per haver participat en el cop d'estat de Skhirat, hi estarà 18 anys                                            |      |
| 60      | Abdessalam Haifi            | Tinent         | 20 anys     | Mort en octubre de 1989.                                                                                                  |      |
| 61      | Abdelaziz Ababou            | Sergent-cap    | 5 anys      | Mort l'1 de setembre 1978.                                                                                                |      |
| 62      | Abdessalam Rabhi            | Sergent        | 3 anys      | Mort a la cel·la 1 del pavelló 1 el 17 de maig de 1981 després d'haver estat traslladat al pavelló 2 en març de 1981.     |      |
| 63      | Mohamed El Ayadi            | Ajudant        | 3 anys      | Mort el 19 desembre 1979.                                                                                                 |      |
| 64      | Rabah El Battioui           | Sergent        | 3 anys      | Mort el 24 d'abril de 1977.                                                                                               |      |
| 65      | Kacem Kasraoui              | Sergent        | 3 anys      | Mort el 19 desembre 1979.                                                                                                 |      |
| 66      | Allal Mouhaj                | Sergent        | 3 anys      | Mort el 9 desembre 1977.                                                                                                  |      |
| 67      | Allal Al Hadane             | Sergent        | 3 anys      | Mort els primers anys del seu tancament.                                                                                  |      |
| 68      | Driss Dghoughi              | Sergent-cap    | 3 anys      | |      |
| 69      | Ghani Achour                | Sergent-cap    | Perpètua    | |      |
| 70      | Abdelhamid Ben Doro         | Capità         | 10 anys     | última víctima a Tazmamart, mort el 5 març 1991.                                                                          |      |